# Murattal
Dans l'islam, murattal (مُرَتَّلْ) est un adjectif (participe passé passif, le nom d'action étant tartil) désignant un style de récitation coranique selon lequel le texte est récité d’une traite, sans répétition. 
Le texte doit être interprété de manière claire et correcte, récité d’une voix chantante. Le rythme du texte doit prédominer. C’est le style généralement utilisé pour l’apprentissage et la dévotion personnelle. On oppose généralement le style murattal au style mujawwad (مجود).